# Georges Moustaki (album 1969)
Goerges Moustaki è il secondo album in studio del cantante franco-greco Georges Moustaki, pubblicato nel 1969. L'album è conosciuto anche con il titolo Le Métèque, con cui è stato distribuito principalmente nel mercato nordamericano, ovvero Stati Uniti d'America e Canada.

## Tracce
LP 1969
Testi e musiche di Georges Moustaki, tranne dove indicato.
1. Le Métèque – 2:30
2. La mer m'a donné – 2:45 (Georges Moustaki, Joël Holmès)
3. Gaspard – 2:50 (testo: Paul Verlaine – musica: Georges Moustaki)
4. Voyage – 2:15
5. Le facteur – 4:11 (testo: Georges Moustaki – musica: Manos Hadjidakis)
6. Natalia – 1:55
7. Ma solitude – 2:59
8. Il est trop tard – 2:40
9. La carte du tendre – 3:01
10. Le temps de vivre – 2:52
11. Joseph – 2:25
12. Rue des fosses Saint-Jacques – 1:29

Durata totale: 31:52

## Crediti

### Musicisti
- Georges Moustaki - voce, chitarra
- Alain Goraguer - direzione d'orchestra
- Raymond Gimenes - chirarra in Gaspard
- Sylvano Santorio - chitarra in Gaspard
- Françoise Walch - voce in Le facteur

### Personale tecnico
- Henri Belolo - produzione discografica
- Alain Goraguer - arrangiamenti
- Jean-Pierre Dupuy - ingegnere del suono
- Annie Noël - fotografia
- Jean Distinghin - fotografia
- Jean-Pierre Leloir - fotografia